# Vaguinho (sambista)
Vagner Mariano dos Santos, mais  conhecido como Vaguinho (Rio de Janeiro, 27 de outubro de 1966) é um interprete de samba-enredo carioca, atualmente radicado no carnaval de São Paulo.

## Carreira
Iniciou como compositor e logo em seguida passou a ser apoio no carro de som da Unidos da Tijuca de 1986 até 1992, sendo intérprete oficial no ano seguinte. Em 94 e 95, foi o intérprete principal da São Clemente. a partir daí, trocou a Sapucaí pelo Anhembi, iniciando sua jornada em São Paulo no ano de 1995, quando defendeu a Unidos do Peruche. 
Nos anos seguintes, o conduziu a Mocidade Alegre. Em 1998 e 1999, foi puxador da Acadêmicos do Tucuruvi. A partir de 2002, foi parar na Leandro de Itaquera e também foi intérprete da Mancha Verde, permanecendo em ambas até 2004. Em 2005 e 2006, cantou apenas na Mancha Verde. 
No carnaval de 2007, foi para a Vai-Vai e no carnaval 2008, voltou a defender a Mancha Verde, pelo qual esteve até 2011. Em 2012, iria retornar como cantor da Tucuruvi, sendo demitido, devido ao seu samba-enredo ser eliminado nas eliminatórias. No começo de outubro, acertou para ser cantor da Tatuapé. Após 16 anos fora do Carnaval Carioca, esteve como apoio de Edmilton Di Bem, na Alegria da Zona Sul. 
Fora do Carnaval, Vaguinho fez parte do grupo Quesito Melodia, onde canta com outros intérpretes: Carlos Júnior, Darlan Alves e Douglinhas. Em 2013, defendeu o Tatuapé, agora no Grupo Especial e, em Rio Claro, onde defendeu a Grasifs.
Depois de quatro anos e dois dividindo com Wander Pires, Vaguinho deixou a Tatuapé e, em 2017, cantou na Estrela do Terceiro Milênio